# My Only Dream/Believe
「My Only Dream/Believe」（マイ・オンリー・ドリーム/ビリーブ）は、日本のロックデュオ・Honey L Daysのメジャー5作目のシングル。

## 概要
- 前作「まなざし」から6か月ぶりにして、「君のフレーズ/キミの為に僕が強くなる」以来3作ぶりの両A面シングル。
- 表題1曲目はテレビアニメ『デュエル・マスターズ クロスショック』のオープニングテーマに、表題2曲目はテレビ東京系列『グランドスラム・東京2010』のテーマソングに、カップリング曲はラジオドラマ『世界の終わりに咲く花』の主題歌に、それぞれ使用された。アニメ主題歌を担当するのは今作が初となった。
- ジャケットの異なるCD+DVD規格とCD規格、数量限定生産によるCD規格の3形態で発売された。DVDには表題2曲のミュージック・ビデオが収録された他、初回プレス仕様には特典として『Honey L Days LIVE TOUR「LOOP2010〜伝えたいことがあるから〜」』から同年9月3日に赤坂BLITZで開催された東京公演から「まなざし」のアコースティックバージョンと「answer」のライブ映像も収録された。なお、CD規格の初回プレス仕様には「まなざし」のアコースティックバージョンのライブ音源がボーナス・トラックとして収録された。
- 数量限定生産は「My Only Dream」の単独A面シングルで、表題曲と表題曲のインストゥルメンタルバージョンのみが収録された廉価版となっている。

## 収録曲
| #            | タイトル                                                        | 作詞             | 作曲            | 編曲                                  | 時間  |
| ------------ | --------------------------------------------------------------- | ---------------- | --------------- | ------------------------------------- | ----- |
| 1.           | 「My Only Dream」                                               | KYOHEI           | KYOHEI          | Motoki Matsuoka、KYOHEI、Takahiro Ito | 4:01  |
| 2.           | 「Believe」                                                     | KYOHEI、MITSUAKI | KYOHEI、her0ism | KYOHEI、her0ism、Masataka Kitaura     | 4:47  |
| 3.           | 「answer」                                                      | KYOHEI           | KYOHEI          | Motoki Matsuoka、KYOHEI、Takahiro Ito | 4:12  |
| 4.           | 「My Only Dream (Instrumental)」                                |                  | KYOHEI          | Motoki Matsuoka、KYOHEI、Takahiro Ito | 4:02  |
| 5.           | 「Believe (Instrumental)」                                      |                  | KYOHEI、her0ism | KYOHEI、her0ism、Masataka Kitaura     | 4:45  |
| 6.           | 「answer (Instrumental)」                                       |                  | KYOHEI          | Motoki Matsuoka、KYOHEI、Takahiro Ito | 4:10  |
| BONUS TRACK. | 「まなざし (Acoustic Guitar Ver. / in Akasaka BLITZ 2010.9.3)」 | KYOHEI、her0ism  | KYOHEI、her0ism |                                       | 5:24  |
| 合計時間:    | 合計時間:                                                       | 合計時間:        | 合計時間:       | 合計時間:                             | 31:21 |

### 解説
1. My Only Dream
テレビアニメ『デュエル・マスターズ クロスショック』のオープニングテーマであることを意識して制作された。KYOHEIはこの楽曲の歌詞ついて「自分たちが歌おうとしているテーマと、アニメが持っている夢や希望、友情や絆といったテーマが合致して初めて自分のなかに沸いてきた」と語っており、視聴者層である小学校に通う児童にとっては意味が分からなくても、中学校や高等学校に通う生徒となった時に分かるような深い歌詞を心掛けて書かれた[1]。
サウンド面においてはオープニングであることや、放送時間帯が朝であることから躍動感や疾走感を大事にして展開の激しい曲になったとKYOHEIは語っており、MITSUAKIとしてもデモを聞かせてもらったときに、KYOHEIのロックのルーツが全面に出ていると感じていつもの歌い方じゃダメだと思い限界を超えるイメージでレコーディングに臨んだという[1][2]。
2. Believe
「まなざし」の遺伝子を持った楽曲を作ろうとコンセプトを決めて制作された[2]。
3. answer
4. My Only Dream (Instrumental)
表題1曲目のインストゥルメンタルバージョン。
5. Believe (Instrumental)
表題2曲目のインストゥルメンタルバージョン。
6. answer (Instrumental)
カップリング曲のインストゥルメンタルバージョン。
7. まなざし (Acoustic Guitar Ver. / in Akasaka BLITZ 2010.9.3)
CD規格の初回プレス仕様分に収録されたボーナス・トラックで、メジャー4thシングルの表題曲のアコースティックによるライブ音源。

## 参加ミュージシャン
Honey L Days
- MITSUAKI：Vocal (#1〜3,7)
- KYOHEI：Vocal (#1〜3,7)、Electric Guitar (#1,3,4,6)、Acoustic Guitar (#7)

Support Musician
- 八橋義幸：Electric Guitar (#1,3,4,6)
- 松岡モトキ：Acoustic Guitar (#3,6)
- 中村タイチ：Electric Guitar & Acoustic Guitar (#2,5)
- 美久月千晴：Bass (#1,3,4,6)
- 松田FIRE卓己：Bass (#2,5)
- 村石雅行：Drums (#1,3,4,6)
- 小田原豊：Drums (#2,5)
- 伊藤隆博：Keyboard (#1,3,4,6)
- 五十嵐宏治：Piano (#2,5)
- 丸山美里：Violin (#2,5)
- 岡村美央：Violin (#3,6)

## タイアップ
- テレビ東京系列おはコロシアム枠アニメ『デュエル・マスターズ クロスショック』後期オープニングテーマ (#1)
- テレビ東京系列スポーツ中継『グランドスラム・東京2010』テーマソング (#2)
- BeeTVラジオドラマ『世界の終わりに咲く花』主題歌 (#3)

## 収録アルバム
- THE BEST DAYS (#1,2,3)
- change (#3)
- Honey L Days 熱うたベスト (#3)
- デュエル・マスターズ 最強アゲアゲ主題歌大全集 (#1)